# 胡静 (医学家)
胡静 (1963年11月—2016年2月12日)，医学家，华西口腔医学院教授，主要从事牙颌面发育畸形与颞下颌关节疾患方面的研究工作。入选中华人民共和国教育部2009年度"长江学者"特聘教授。曾就读于四川医学院口腔医学系。